# 베르나우 프리덴스탈역
베르나우 프리덴스탈역(Bahnhof Bernau-Friedenstal)은 브란덴부르크주 바르님군 베르나우바이베를린에 위치한 철도역이다. 베르나우의 도심에서는 약 2 km 서쪽으로 떨어져 있다.

## 역사
베르나우의 프리덴스탈 지구에 철도 교통 연결을 위해서 기존의 체퍼니크역과 베르나우역 사이에 새로운 근교선역을 지을 계획은 1921년부터 존재했다. 그러나 1997년 이전까지 실제 공사로 이어지지는 못했다. 1994년에 도이체 반에서는 2660만 마르크 예산을 배정하여 역 건설을 계획했다. 역 건설에는 민간 자본이 일부를 투자했다. 1997년 5월 27일에 착공하여 그 해 9월 30일에 개통했다. 설계 및 계획 기간을 제외하면 4개월만에 완공되었다. 건설 비용은 380만 마르크였다.
과거 베를린 방면 근교선 노반에 승강장이 설치되었다. 승강장 길이는 152 m이며 일부에만 지붕이 설치되어 있다. 승강장에서 지상은 엘리베이터로 연결된다.

## 인접 정차역
바르님군 버스 872, 891번으로 환승할 수 있다. 역 근처 Abzweig Wohnsiedlung 정류장에는 862, 872번 및 891, 901번 버스가 일부 정차한다.
| 베를린 S반                         | 베를린 S반 | 베를린 S반               |
| ---------------------------------- | ---------- | ------------------------ |
| 베르나우 베르나우 바이 베를린 방면 | S2         | 체퍼니크 블랑켄펠데 방면 |